# Maha Senanurak
Somdet Phra Bawornratchao Maha Senanurak (Thai: สมเด็จพระบวรราชเจ้ามหาเสนานุรักษ์; * 29. März 1773; † 16. Juli 1817 in Bangkok) war zwischen 1809 und 1817 Uparat (Vizekönig) und Kronprinz des Königreichs Siam.

## Leben
Maha Senanurak wurde als Chai geboren; sein Vater war Chao Phraya Chakri, der spätere König Rama I. (Puttha Yodfa Chulaloke), und seine Mutter dessen Frau Nak, die spätere Königin Amarindra. 1782 wurde Chao Phraya Chakri von den Adligen als Nachfolger von König Taksin (reg. 1769 bis 1782) ernannt und gekrönt, womit Chai zum Prinzen ernannt wurde. Später erhielt er den Titel Krom Khun Senanurak. Er hatte ein gutes Verhältnis zu seinem einzigen richtigen Bruder, dem Uparat Isarasundhon, dem späteren König Rama II. (reg. 1809 bis 1825). Nachdem König Rama I. gestorben war, bestieg Isarasundhon als König Rama II. den Thron und machte Senanurak zum Uparat und damit zu seinem Kronprinzen.
Kurz nach dem Machtwechsel in Bangkok versuchten die Birmanen unter ihrem König Bodawpaya (reg. 1782 bis 1819) Talang, das heutige Phuket, einzunehmen. Rama II. entsandte Truppen unter Maha Senanurak, um diesen letzten nennenswerten Angriff der Birmanen auf Siam zu unterbinden. Etwa zur gleichen Zeit rebellierte Prinz Kasatranuchit, ein Sohn des früheren Königs Taksin, und dessen Schwester Chimyai gegen Rama II., um den Thron wiederzuerlangen. Hiergegen wendete sich Prinz Jessadabodindra, der spätere König Rama III. mit seinen Truppen erfolgreich. Prinzessin Samleewan, die Ehefrau von Maha Senanurak und Tochter von König Taksin, wurde wegen Verrats hingerichtet.
Maha Senanurak hatte 40 Kinder mit einer Anzahl Gemahlinnen. Er starb am 16. Juli 1817 nach kurzer Krankheit in Bangkok. Rama II. ernannte keinen neuen Kronprinzen von Maha Senanurak, was zu kurzer Irritation bei der Suche seines Nachfolgers führte.
| Personendaten    | Personendaten                                                                                              |
| ---------------- | --- |
| NAME             | Maha Senanurak                                                                                             |
| ALTERNATIVNAMEN  | Somdet Phra Bawornratchao Maha Senanurak (vollständiger Name); สมเด็จพระบวรราชเจ้ามหาเสนานุรักษ์ (thailändisch) |
| KURZBESCHREIBUNG | Kronprinz des Königreichs Siam                                                                             |
| GEBURTSDATUM     | 29. März 1773                                                                                              |
| STERBEDATUM      | 16. Juli 1817                                                                                              |
| STERBEORT        | Bangkok |